# Мечеть Худабенде
Мечеть Худабенде (перс. مسجد خدابنده вірм. Մուհամեդ Խուդաբենդեի մզկիթ) — шиїтська мечеть в Єревані, побудована шахом Мухаммадом Худабенде (1578-1587), батьком шаха Аббаса I.

## Опис
Археолог Іса Азімбеєв писав, що під час робіт у Сардарській мечеті до нього підійшов старий, який розповів, ця мечеть була побудована в роки шаха Худабенде та старша за Сардарську мечеть.
Мечеть була 9 метрів завдовжки, 6 метрів завширшки і 12 метрів заввишки. Мала невисокий міхраб, напис над вхідними дверима мечеті, складеною з обпаленої червоної цегли, в алфавітному порядку показує дату її реконструкції, також був невисокий мінарет. На вхідних дверях мечеті, відремонтованих пізніше шахом Солейманом Сефі в 1685 (1099 по хиджрі ), був поміщений будівельний напис на фарсі.
Ерванд Шахазіз, посилаючись на археолога Парасковію Уварову, пише, що перед Сардарською мечеттю знаходилася напівзруйнована літня мечеть просто неба, побудована фасадом на північ. У його бічних частинах збереглися сліди монолітів.
За часів СРСР я в напівзруйнованій будівлі мечеті розташовувався магазин.